# 米拉比萊鎮區 (密蘇里州考德威爾縣)
米拉比萊鎮區（英語：Mirabile Township）是位於美國密蘇里州考德威爾縣的一個行政鎮區。

## 地方資料
米拉比萊鎮區的面積為92.77平方千米，當中陸地面積為92.62平方千米，而水域面積為0.15平方千米。根據2020年美國人口普查的數據，當地共有人口282人，而人口密度為每平方千米3.04人。